# Айлинское сельское поселение
А́йлинское се́льское поселе́ние — бывшее муниципальное образование в Саткинском районе Челябинской области Российской Федерации.  В рамках административно-территориального устройства муниципальное образование  соответствовала административно-территориальной единице Айлинский сельсовет.
Административный центр — село Айлино.
Упразднено в 2023 году

## История
Айлинский сельский Совет организован в 1917 году
Статус и границы сельского поселения установлены Законом Челябинской области от 17 ноября 2004 года № 313-ЗО «О статусе и границах Саткинского муниципального района, городских и сельских поселений в его составе»
Упразднёно Постановлением Губернатора Челябинской области от 21.12.2023 № 326.

## Население
| 2002  | 2010  | 2011  | 2012  | 2013  | 2014  | 2015  |
| ----- | ----- | ----- | ----- | ----- | ----- | ----- |
| 2252  | ↘1972 | ↗1975 | ↗2011 | ↗2012 | ↗2019 | ↘1992 |
| 2016  | 2017  | 2018  | 2019  | 2020  | 2021  |       |
| →1992 | ↘1947 | ↘1904 | ↘1854 | ↘1801 | ↗1831 |       |

## Состав сельского поселения
| № | Населённый пункт | Тип населённого пункта       | Население |
| - | ---------------- | ---------------------------- | --------- |
| 1 | Айлино           | село, административный центр | ↘1441     |
| 2 | Алексеевка       | деревня                      | ↘84       |
| 3 | Верхний Айск     | деревня                      | ↘156      |
| 4 | Петромихайловка  | деревня                      | ↘169      |
| 5 | Сикиязтамак      | деревня                      | ↗26       |
| 6 | Старая Пристань  | деревня                      | ↗96       |

## Инфраструктура
В 1970-е на территории сельсовета находились: дом культуры в селе Айлино, 4 сельских клуба, 4 библиотеки, 5 детских яслей, средняя школа в с. Айлино, 4 начальных школы, 5 медпунктов, амбулатория и больница в с. Айлино, 4 отделения Айлинского совхоза, райпо.